# Colonial Heights (Tennessee)
Colonial Heights is een plaats (census-designated place) in de Amerikaanse staat Tennessee, en valt bestuurlijk gezien onder Sullivan County.

## Demografie
Bij de volkstelling in 2000 werd het aantal inwoners vastgesteld op 7067.

## Geografie
Volgens het United States Census Bureau beslaat de plaats een oppervlakte van
17,4 km², waarvan 16,8 km² land en 0,6 km² water.

## Plaatsen in de nabije omgeving
De onderstaande figuur toont nabijgelegen plaatsen in een straal van 12 km rond Colonial Heights.